# Energiemarkt
Der Energiemarkt beschreibt den Markt der leitungsgebundenen Energieversorgung durch die Energieversorgungsunternehmen mit elektrischer Energie und Erdgas, bei dem Teile der Lieferkette dem freien Wettbewerb unterliegen.

## Marktdesign der Stromwirtschaft
Die alte Welt der Stromversorgung, bei der die Energieversorgungsunternehmen für die gesamte Wertschöpfungskette von der Erzeugung über die Lieferung bis zur Versorgung und Abrechnung zuständig waren, wurde beginnend mit dem Energiewirtschaftsgesetz von 1998 umfassend neureguliert. Diese Neuregulierung wurde in zahlreichen Aktualisierungen des Gesetzes sowie weiteren Gesetzen und Verordnungen präzisiert und weiterentwickelt, mit dem Ziel, erneuerbare Energien zu integrieren (siehe Erneuerbare Energien Gesetz), marktbasierte Prozesse in weitere Teile der Wertschöpfungskette zu tragen und Fehlanreize zu eliminieren. Zahlreiche sogenannte Marktrollen wurden im Laufe dieses Prozesses geschaffen, wesentlich blieb jedoch die bereits 1998 zugrundegelegte Trennung von Energieerzeugung, Energiehandel und Energievertrieb einerseits und dem Netzbetrieb andererseits.
Damit diese Marktpartner diskriminierungsfrei und effizient miteinander arbeiten können, wurde im Rahmen des Gesetzes und zahlreicher damit verbundener Verordnungen und regulierter IT-Prozesse und -formate eine regulierte sogenannte Marktkommunikation ins Leben gerufen.
Alle diese Prozesse wurden im Rahmen europäischer Einigungsprozesse auch mit den europäischen Partnern abgestimmt und vereinheitlicht, so dass im gesamten europäischen Markt ähnliche Regeln gelten (englisch Harmonised Electricity Role Model). Die europäische Abstimmung ist bei den Energiehandelsprozessen am weitesten fortgeschritten, da hier eine Vereinheitlichung der Prozesse einen internationalen Preisausgleich im Rahmen vorhandener grenzüberschreitender Kapazitäten ermöglicht (siehe Market Coupling und EPEX Spot Dayahead Auktion).

### Marktrollen der Stromwirtschaft

#### Übertragungsnetzbetreiber
Die Übertragungsnetzbetreiber (ÜNB) betreiben Übertragungs- bzw. Transportnetze mit Drehstrom-Hochspannungsübertragung mit einer europaweiten Netzfrequenz von 50 Hz. Der Übertragungsnetzbetreiber ist zuständig für Systemdienstleistungen für die Netzstabilität. Das vom ÜNB überwachte Netz wird als Regelzone bezeichnet. Damit das Netz und die Netzfrequenz stabil bleiben, muss Stromabnahme und Stromerzeugung zu jedem Zeitpunkt übereinstimmen. Der ÜNB sorgt hier für die Bereitstellung von Regelenergie zum Ausgleich unerwarteter Abweichungen zwischen Stromangebot und -bedarf.

#### Verteilnetzbetreiber
Der Verteilnetzbetreiber (VNB) ist für die Verteilung von Strom an Endverbraucher zuständig. Dazu gehört die Durchleitung und Verteilung von Elektrizität und Betrieb, Wartung und Ausbau seines Netzes. Hierfür erhält er von den Endverbrauchern Netznutzungsentgelte.
Sofern der Netzbetreiber mit diesen Aufgaben nicht andere Parteien betreut hat, ist er ebenfalls verantwortlich für:
- die Ablesung von Geräten, welche an einer Messlokation zur Ermittlung und Übermittlung von Messwerten notwendig sind
- den Einbau, den Betrieb und die Wartung von Geräten, die an der Messlokation für die Ermittlung und Übermittlung von Messwerten notwendig sind

Verteilnetze werden oftmals von Stadtwerken betrieben.

#### Lieferant
Der Lieferant (LF) ist verantwortlich für die Belieferung von Marktlokationen (Zählpunkten), die Energie verbrauchen und die Abnahme der Energie von Marktlokationen, die Energie erzeugen. Lieferanten sind die Vertragspartner für den Endkunden. Lieferanten müssen mit den Verteilnetzbetreibern, aus deren Netzen Energie entnommen oder in deren Netze Energie eingespeist werden soll sogenannte Lieferantenrahmenverträge abschließen. Dies regelt den Zugang zum Elektrizitätsversorgungsnetz.

#### Bilanzkreisverantwortlicher
Innerhalb einer Regelzone muss Stromeinspeisung und Stromabnahme stets übereinstimmen. Dafür ist die Regelzone in Bilanzkreise aufgeteilt. Jeder Ein- und Ausspeisepunkt (Zählpunkt) ist wiederum einem Bilanzkreis zugeordnet. Die Bilanzkreisverantwortlichen stellen sicher, dass ihre Bilanzkreise für den Folgetag auf Basis täglicher Prognosen jeweils eine auf Viertelstundenbasis ausgeglichene Bilanz haben. Damit ist sichergestellt, dass auch die Regelzone auf Basis von Prognosen für den Folgetag auf Viertelstundenbasis ausgeglichen ist. Dafür kommunizieren die Bilanzkreisverantwortlichen dem ÜNB täglich im Rahmen eines Prozesses der regulierten Marktkommunikation alle Aus- und Einspeisungen in ihren Bilanzkreis. Auf der negativen Seite wird der Verbrauch von Endkunden und der Stromverkauf in einen anderen Bilanzkreis bilanziert, auf der positiven Seite alle Stromkäufe und alle Einspeisungen.
Der Stromhandel kann nun als Buchung von Bilanzkreis zu Bilanzkreis erfasst werden. Für Handel, Lieferung und Erzeugung ist somit Zugang zu einem Bilanzkreis erforderlich, für den jemand verantwortlich zeichnen muss. Die Meldung an den ÜNB stellt sicher, dass beim Handel Buchung und Gegenbuchung zusammenpassen und dass die Bilanzkreise für den Folgetag ausgeglichen sind. Auf diese Weise wird sichergestellt, dass die Regelzone auf Basis von Vortagsprognosen ausgeglichen ist. Es verbleibt der Umgang mit unerwarteten Abweichungen.

### Bilanzkreismanagement und unerwartete Abweichungen
Tatsächlich weichen die Abnahmen der Verbraucher wie auch die Einspeisung der Kraftwerke von der Vortagesprognose ab. Ursachen hierfür sind:
- Fluktuierende Einspeisungen von Wind- und Solaranlagen
- zufällige Verbrauchsschwankungen
- Kraftwerksausfälle

Abweichungen auf Regelzonenebene führen zu einem Abfallen oder Ansteigen der Netzfrequenz und müssen daher vom ÜNB verhindert werden (siehe Netzstabilität) Somit wird die Netzfrequenz durch den Übertragungsnetzbetreiber durch Abruf flexibler Abnehmer und Einspeiser stabilisiert. Die ÜNB betreiben hierfür eine Auktionsplattform für Regelleistung, auf der Kraftwerke und auch Abnehmer auf Abruf verfügbare Flexibilitäten anbieten können. Akute Ungleichgewichte zwischen Last und Erzeugung werden somit durch Abruf von Regelleistung auf Minuten- und sogar Sekundengranularität ausgeglichen. Die Kosten für diesen Ausgleich stellt der ÜNB den Bilanzkreisverantwortlichen verursachungsgerecht über sogenannte Ausgleichsenergie in Rechnung (siehe Bilanzkreis). Die Bilanzkreisverantwortlichen sind gegenüber dem ÜNB verpflichtet, akkurate Prognosen zu erstellen und tragen über diesen Prozess die Kosten der Abweichung.
Nicht adressiert ist nach dem bisher Gesagten die Abweichung der Standardlastprofilkunden, d. h. des gewöhnlichen Haushaltskunden (oder auch einer kleinen Solaranlage auf dem Hausdach). Diese werden nur auf Basis eines Standardlastprofils prognostiziert, und Istwerte liegen wegen des jährlichen Ableseprozesses nur als Jahresmengen vor. Ihre tatsächliche Abweichung vom Standardlastprofil wird somit im Bilanzkreis des Lieferanten nicht sichtbar. Hier gilt Soll gleich Ist. Messbar ist erst die aggregierte Abweichung aller dieser Kunden im Verteilnetz. Im sogenannten Differenzbilanzkreis des Verteilnetzbetreibers erscheint als Bilanzabweichung die Differenz zwischen der tatsächlichen Last aus allen Standardlastprofilkunden abzüglich der von den Lieferanten gemeldeten und beschafften Standardlastprofile. Die Istlast der SLP-Kunden in einem Verteilnetz ergibt sich dabei als die Gesamtlast im Netz abzüglich aller gemessenen Lasten. Dem Verteilnetzbetreiber wird diese Abweichung somit auch kostenwirksam zugeordnet und gleichzeitig die Verantwortung für die Erstellung dieser Profile übertragen. Abweichungen der Jahresmenge werden an die Lieferanten über die Mehr-Mindermengenabrechnung weiterverrechnet.

## Marktdesign der Gaswirtschaft
Die Neuregulierung der Gaswirtschaft erfolgte deutlich später als die Neuregulierung der Stromwirtschaft. Sie folgt den gleichen Prinzipien. Abweichungen im Bilanzkreismanagement und der Mehr-Mindermengenabrechnung resultieren aus physischen Unterschieden wie der Pufferfähigkeit des Gasnetzes, der hohen Temperaturabhängigkeit des Gasabsatzes sowie auch teilweise aus Erfahrungen aus der Neuregulierung der Stromwirtschaft. Das Bilanzkreismanagement Gas ist durch Temperaturabhängigkeit und komplexere Messung und Istwertbestimmung sehr viel aufwändiger als das Bilanzkreismanagement Strom.
Dem Übertragungsnetzbetreiber entspricht in der Gaswirtschaft der Marktgebietsverantwortliche (MGV).
Auch in der Gaswirtschaft werden Bilanzkreise geführt, es gibt einen Gashandel an der Börse und an diversen Brokerplattformen, der durch Bilanzkreisbuchungen erfüllt wird und der MGV sorgt durch den Mechanismus von Regelenergie und Ausgleichsenergie für die Systemsicherheit. Durch die Speicherfähigkeit des Gasnetzes gibt es jedoch hier mehr Spielräume für eine Abweichung zwischen Einspeisung und Bedarf. Somit erfolgt die Gasbilanzierung für alle bis auf sehr große Einspeise- und Ausspeisestellen (z. B. Kraftwerke) nur auf Tagesbasis. Weiterhin wird auch für Abnahmestellen mit registrierender Leistungsmessung auf stündlicher Basis eine Toleranz für Abweichungen gewährt. Dafür ist auf die gelieferte Menge ein pauschaler Zuschlag in Form einer Regelenergieumlage zu zahlen. Weitere Besonderheiten resultieren aus dem Unterschied zwischen H-Gas und L-Gas.
Gaspreise sind deutlich weniger volatil als Strompreise, denn Gas ist über Erdgasspeicher zwar unter Verlusten aber in nennenswerter Menge speicherbar. Ein sehr entscheidender Unterschied zur Stromwirtschaft ist jedoch, dass in der Gaswirtschaft in vielen Fällen der entscheidende Teil der Wertschöpfungskette außerhalb des Einflusses des europäischen Gesetzgebers liegt. Dies gilt sowohl für die Gaspipelines wie auch für die oft langfristigen Importverträge aus Russland und anderen nicht-europäischen Ländern wie auch für den größten Teil der Gasförderung.

## Ablauf der Liberalisierung der Energiemärkte

### Theoretischer Hintergrund
Ursprünglich wurden die Strom- und Gasversorgung als natürliche Monopole angesehen, die auch in einer Marktwirtschaft als gerechtfertigt gelten. Die Basis für die Liberalisierung der Energiemärkte bietet dagegen die Essential Facility-Theorie. Sie besagt, dass natürliche Monopole nur auf den Teil der Wertschöpfungskette beschränkt werden, für den unter Beachtung der volkswirtschaftlichen Kosten ein Wettbewerb nicht sinnvoll ist. Für diese „wesentlichen Einrichtungen“ (engl. essential facility) gibt es eine Alleinstellung des Anbieters. Bei diesen „wesentlichen Einrichtungen“ handelt es sich zum Beispiel um die lokalen Verteilnetze und die überregionalen Übertragungsnetze für Strom und Erdgas. Für diese Netze ist ein Parallelbau in der Regel volkswirtschaftlich nicht sinnvoll.
Hingegen ist bei der Erzeugung im Gegensatz zur Verteilung kein Monopol nötig, weshalb einige Staaten die Deregulierung der Elektrizitätsmärkte vorangetrieben haben. In der Theorie ergeben sich durch diese Deregulierung eine Reihe von Vorteilen: Hierzu zählen eine höhere ökonomische Effizienz im Energiewesen, niedrigere Strompreise und die Ankurbelung privater Investitionen in neue Kraftwerke und Stromnetze. In der Praxis entstanden durch die Deregulierung jedoch neue Probleme (s. u.), weshalb ihre Sinnhaftigkeit im Nachhinein kontrovers diskutiert wird.
Die Verfügungsmacht über die „wesentlichen Einrichtungen“ soll aber nicht zu einer marktbeherrschenden Stellung auf den vor- und nachgelagerten Märkten führen. Daher sind die wesentlichen Einrichtungen Dritten gegen eine angemessene Vergütung, die gegebenenfalls von einem Regulator festgelegt wird, zur Mitbenutzung zu überlassen.

### Schritte zum vollständig liberalisierten Energiemarkt
- Netzzugang Dritter zu Übertragungs- und Verteilnetzen
- Regulierung der Netznutzungsentgelte und Netzanschlussbedingungen
- Entflechtung der Netzbetreiber (Unbundling), um Dritten diskriminierungsfreien Wettbewerb zu ermöglichen (Waffengleichheit).

### Historie zur Liberalisierung der Energiemärkte
- 1996: Erste EU-Richtlinie zur Elektrizitätsmarktliberalisierung:[6]
- 1998: Erste EU-Richtlinie zur Gasmarktliberalisierung[7]
- 1998: Liberalisierung des deutschen Strommarktes. Die EU-Richtlinie zum Elektrizitätsbinnenmarkt wird mit dem novellierten Energiewirtschaftsgesetz des Jahres 1998 in nationales Recht umgesetzt.[8]
- 2003: Revision der EU-Richtlinien zur Liberalisierung der Energiemärkte[9][10]
- 2004: Liberalisierung des deutschen Gasmarktes
- 7. Juli 2005: Das novellierte Energiewirtschaftsgesetz setzt die europäischen Richtlinien zum Elektrizitäts- und Gasbinnenmarkt von 2003 in nationales Recht um.[11]
- 2009: erneute Revision der Binnenmarktvorschriften durch die EU (Drittes Energiepaket der EU)

### Durchführung und Probleme
Die durch den Wettbewerb erhofften Effizienzgewinne und wirtschaftliche Vorteile wurden bisher nur sehr selten erreicht. In den meisten Märkten kam es mit der Liberalisierung zu einer Verteuerung der Energie, vor allem für Kleinverbraucher. Dies trifft insbesondere dort zu, wo mit der Liberalisierung eine Privatisierung einherging. Ursache hierfür ist, dass die Liberalisierung in einem funktionierenden Markt nicht zu niedrigeren, sondern nur zu wettbewerbsfähigen Preisen führt. Als besonderes Problem, das bisher nur teilweise gelöst wurde, gilt bei vielen Strommarkt-Liberalisierungen die Konkurrenz zwischen den einzelnen Produzenten. Wettbewerbsfähige Preise erfordern betriebswirtschaftlich gesehen die Notwendigkeit einer angemessenen Verzinsung des eingesetzten Kapitals, das z. B. in der Schweiz durch die ElCom festgelegt wird. Das eingesetzte Kapital bei den Netzen wurde bei der Liberalisierung tw. synthetisch bewertet, was erhebliche Aufwertungsgewinne verursachte, wodurch dem Konsum schlussendlich auch höhere Kosten via Energiepreis überwälzt werden.
Nicht zuletzt müssen beim Übergang in einen liberalisierten Markt mehrere Hindernisse überwunden werden. So kann es durch einen zu schnellen Übergang zu stranded investments in Form nicht mehr rentabler Kraftwerke kommen, darüber hinaus bereitet die fehlende Internalisierung externer Kosten, z. B. durch Umweltverschmutzung, den Ausstoß von Kohlenstoffdioxid oder die Risiken der Kernenergie Probleme. Soll, wie mit der Liberalisierung angestrebt, der Markt die volkswirtschaftlich effizienteste Produktionsweise finden, so müssen hierfür zwingend alle wettbewerbsverzerrenden Faktoren vermieden und eine Kostenwahrheit durch Internalisierung aller externen Faktoren hergestellt werden. Geschieht dies nicht, können die Effizienzvorteile eines liberalisierten Marktes durch negative Effekte auf die Umwelt zunichtegemacht werden. Möglichkeiten zur Herstellung dieser Kostenwahrheit sind Lenkungsabgaben wie z. B. eine CO2-Steuer oder ein funktionierender Emissionshandel. Einem völlig freien Energiemarkt sind durch diese notwendigen Mechanismen Grenzen gesetzt. Bisher (April 2014) ist eine Internalisierung dieser externen Effekte nur zu einem kleinen Teil erfolgt, eine vollständige Internalisierung ist nicht absehbar. So zieht z. B. der „Jahresbericht Energieverbrauch in Deutschland im Jahr 2013“ der AG Energiebilanzen das Fazit, dass „die mit dem Emissionshandel intendierten Anreize für ein emissionsminderndes Verhalten bei derartigen Zertifikatspreisen [von ca. 5 Euro/Tonne] nicht zu erwarten“ seien.
Zudem führte die Deregulierung der Elektrizitätsversorgung in einigen Staaten zu einem Rückgang der Versorgungssicherheit. Während vor der Liberalisierung ein sehr robustes Stromversorgungssystem mit entsprechenden Reserven aufgebaut wurde, ist bei privatwirtschaftlich betriebener Infrastruktur damit zu rechnen, dass notwendige Investitionen vermieden oder aufgeschoben werden. Das Hauptziel privater Unternehmen liegt in der Erzielung kurzfristiger Gewinne, sodass sie wenig Interesse an langfristigen Investitionen haben, die erst nach vielen Jahren profitabel sind. Auch übergeordnete volkswirtschaftliche bzw. gesellschaftliche Ziele spielen in ihren Handlungen kaum eine Rolle. Dies führt nach Schwab „zu Abstrichen bei der Sicherheit, Zuverlässigkeit und Verfügbarkeit […], begleitet von signifikanten, verborgenen volkswirtschaftlichen Schäden.“ Um diese Folgen zumindest abzumildern, seien vielfältige Maßnahmen im technischen Bereich sowie der Ausbildung notwendig.
Da in einem liberalisierten Strommarkt die Stromlieferverträge durch die freie Lieferantenwahl unabhängig von den Stromnetzbetreibern zustande kommen, aber der gehandelte Strom von diesen auf dem vorhandenen Netz verteilt werden muss, haben sich die Anforderungen an die Transportnetzführung erhöht. Die mit diesem Stromhandel einhergehende stärkere Belastung einzelner Leitungen, verbunden mit geringer gewordenen Sicherheitsabständen zu den Stabilitätsgrenzen, führten dazu, dass mit der Liberalisierung Netzzusammenbrüche häufiger geworden sind. Auch erhöhte sich die Zahl kritischer Netzzustände durch Verletzung des n-1-Kriteriums. Besonders schwere Probleme ergaben sich in Nordamerika, speziell den USA. Infolge der Deregulierung nahm der Stromhandel in den deregulierten Gebieten im Zeitraum 1999 bis 2002 um 400 % zu. Dies führte zu einem starken Ansteigen von ökonomisch motivierten Stromtransporten, worauf hin die Überlastung des Stromnetzes 300 % anstieg und es zu einer Reihe großflächiger Stromausfälle kam. Jedoch können kritische Netzsituationen davon unabhängig auch vom ungeplanten Leistungsrückgang der Windenergieeinspeisung auftreten.
Zudem erhöhen schlecht durchgeführte Deregulierungen das Risiko für Marktmanipulationen, wie z. B. während der Energiekrise in Kalifornien 2000/2001 geschehen. Dort herrschte durch höhere Stromnachfrage eine Stromknappheit, die künstlich durch verschiedene Energieunternehmen, insbesondere Enron verschärft wurde. Diese schalteten ab 2001 verschiedene Kraftwerke trotz hoher Nachfrage vorsätzlich ab, um die Strompreise künstlich weiter in die Höhe zu treiben und ihre Erlöse weiter zu steigern. Dies führte schließlich zu einem großen Stromausfall, durch den am 19. und 20. März 2001 1,5 Mio. Menschen ohne Zugang zu Strom waren.

## Versorgungssicherheit und die Einspeisung Erneuerbarer Energien
Wirtschaftliche Schwierigkeiten bestehender und neu geplanter konventioneller Kraftwerke angesichts sinkender Preise auf dem Stromgroßhandelsmarkt lösten eine Diskussion über das Design des Strommarkts aus, da die Kraftwerke aufgrund der fluktuierenden Mengen erneuerbarer Energien (Photovoltaik, Wind) nur mit einer geringeren Benutzungsdauer betrieben werden können und Probleme haben, ihre Fixkosten zu decken. Dies betrifft nicht nur konventionelle, sondern auch Anlagen auf Basis erneuerbarer Energien, wie beispielsweise Biogasanlagen. Ähnliche Diskussionen über fehlendes Geld (missing money) und in Folge fehlender Kapazität (missing capacity) wurden auch in anderen europäischen Ländern und weltweit geführt, aber dort weniger mit der Einspeisung von Erneuerbaren Energien als vielmehr mit einer möglichen Fehlkonstruktion des Marktdesigns insgesamt in Verbindung gebracht.
Die Leitstudie Strommarkt zur Optimierung des Strommarktdesigns im Auftrag des BMWi untersuchte 2014 möglichen Anpassungsbedarf des Strommarktdesigns vor dem Hintergrund der Integration Erneuerbarer Energien. Laut Studie enthält das Marktdesign Strom viele Komponenten, die sich an den Bedürfnissen eines durch fossile und nukleare Erzeugung geprägten Systems orientieren. Flexibilitäten in Angebot und Nachfrage im bestehenden System würden unzureichend geschaffen und genutzt und Preissignale haben nicht die gewünschte Wirkung. Als Beispiele werden genannt:
- Thermische Kraftwerke sind bereit, Strom auch bei negativen Preisen anzubieten, wenn sie dadurch noch höhere Kosten vermeiden können, wie beispielsweise An- und Abfahrkosten.
- Kraftwerke in Kraft-Wärme-Kopplung haben oftmals keine Flexibilität, da sie den Wärmebedarf des Fernwärmenetzes nachfahren müssen (daher die Notwendigkeit von Wärmespeichern, die auch teilweise gebaut wurden).
- Anbieter von Erneuerbaren Energien sind bereit, ihren Strom zu negativen Preisen zu verkaufen, wenn die Marktprämie den Verlust mindestens ausgleicht. Seit 2016 wird bei mindestens 6 Stunden anhaltenden negativen Preisen keine Marktprämie mehr gezahlt.
- die Nachfrage kleiner und mittlerer Abnehmer zeigt fast überhaupt keine Preissensitivität. Hier sollen smarte Tarife, Smart-Meter und Smart-Homes helfen.
- ein strompreisorientiertes Abnahmeverhalten von Großverbrauchern ist wegen der Struktur der Netzentgelte oftmals wirtschaftlich nicht sinnvoll.
- Endverbraucher bezahlen Abgaben und Umlagen auf den Strom, den sie über das Netz beziehen. Im Gegensatz dazu ist selbsterzeugter Strom von diesen Preisbestandteilen befreit. Dies verzerrt das Preissignal. Es wird teurer Strom produziert, statt billigen Strom aus dem Netz zu beziehen.
- Der Regelmarkt hat hohe Eingangshürden, so dass kleine Erzeugungseinheiten und Erneuerbare nur schwer teilnehmen können. Dieses Hemmnis wurde seither durch Regeländerungen beim Regelmarkt und den Zusammenschluss kleiner Einheiten zu Virtuellen Kraftwerken behoben.

Das Design überlässt der konventionellen Erzeugung die Aufgabe, die Residuallast, die sich nach Abzug der Einspeisung der Erneuerbaren von der Gesamtlast ergibt, zu decken. Mit steigender Einspeisung der Erneuerbaren sinkt dabei die Gesamtarbeit, die als Residuallast zu decken ist, die Spitzenlast bleibt jedoch fast unverändert. Entsprechend steigen die Anforderungen an die Flexibilität des konventionellen Kraftwerksparks oder Flexibilitäten müssen an anderer Stelle, nämlich der Einspeisung der Erneuerbaren und der Last gesucht werden. Die Studie geht dabei davon aus, dass sinkende Preise zunächst zu einem Abbau von Überkapazitäten im konventionellen Kraftwerkspark führen werden. Dann werden die Preise wegen Energieknappheit wieder steigen und damit die Investition in die benötigte Flexibilisierung des Kraftwerksparks finanzieren. Ein solcher Preisanstieg ist bisher (2021) nicht erfolgt. Dennoch sind Investitionen in die Flexibilisierung des Kraftwerksparks in gewissem Maße erfolgt, um die Wirtschaftlichkeit bestehender Kraftwerke zu erhalten. Weitere Quellen für Flexibilität und Volatilitätsausgleich sieht die Studie im Ausbau des Stromnetzes und des Intradaymarktes, des internationalen Handels und der Grenzübergangskapazitäten, der Anpassung der Stromnachfrage an die Stromerzeugung, z. B. durch intelligenten Stromverbrauch, in der Weiterentwicklung der Netzintelligenz sowie dem Aufbau von Energiespeichern und der Sektorkopplung. Somit wird die Einführung von Kapazitätsmärkten als starker Markteingriff eher negativ bewertet und stattdessen eine Kapazitätsreserve empfohlen, die 2016 auch tatsächlich eingeführt wurde.

## Energievertrieb und Belieferung von Endverbrauchern (Deutschland)
Die Neuorganisation der Energiemärkte ermöglicht nun Konkurrenz bis zur Versorgung von Industrieunternehmen und Privathaushalten. Aus Zählpunkten wurden Kunden, aus der Energieversorgung der Energievertrieb. Neu gegründete Firmen oder Tochtergesellschaften etablierter Energieversorger können in fremden Netzen neue Kunden gewinnen.

### Prozess der Endkundenbelieferung
Wechselt der Stromabnehmer den Lieferanten, sind viele Parteien involviert und mehrere Vertragsverhältnisse betroffen:
- Der Stromabnehmer hat einen neuen Lieferanten, von dem er eine Rechnung erhält.
- Der alte Lieferant beendet den Vertrag.
- der Netzbetreiber rechnet die Netzentgelte für die betroffene Abnahmestelle mit einem anderen Lieferanten ab.
- der neue Lieferant ordnet die Messstelle seinem Bilanzkreis (oder dem seines Dienstleisters) zu.
- der Übertragungsnetzbetreiber rechnet die Ausgleichsenergie mit einem anderen Bilanzkreisverantwortlichen ab.[2]

Damit alle diese Geschäftsprozesse transparent, automatisiert und bundesweit gleich ablaufen, sind Verträge, tägliche und anlassbezogene Melde- und Kommunikationsprozesse und IT-Formate standardisiert und alle diese Prozesse sind größtenteile automatisiert. Über die genauen Regeln informiert der BdeW in zahlreichen Regelwerken unter dem Titel "Marktprozesse im Überblick. Dort werden auch verbindliche Standardverträge bereitgestellt.

### Strompreis
Der Strompreis des Endkunden setzt sich aus folgenden Bestandteilen zusammen:
- Stromeinkauf, Service, Vertrieb
- Netzentgelte und Zähler
- Umsatz-, Stromsteuer
- Konzessionsabgabe
- Umlage nach dem Erneuerbare-Energien-Gesetz (EEG-Umlage)
- Umlage nach dem Kraft-Wärme-Kopplungsgesetz KWKG
- Umlage nach § 19 der Strom-Netzentgeltverordnung
- Offshore-Netzumlage
- Umlage für abschaltbare Lasten

Mit dem ersten Bestandteil wird die Stromerzeugung und der Vertrieb vergütet.  Für die Deckung der Zusatzkosten der Erneuerbaren Erzeugung wird zusätzlich die EEG-Umlage erhoben, Zusatzkosten der Stromerzeugung in Kraft-Wärme-Kopplung werden durch die KWK-Umlage gedeckt. Kosten verschiedener Netzbetreiber werden durch Netzentgelte, Netzumlagen und die Umlage für abschaltbare Lasten gedeckt.

### Wettbewerb im Strommarkt
Gemäß Monitoringbericht 2020 des Bundeskartellamt geht für das Jahr 2020 wie auch für vorhergehende Jahre davon aus, dass in Deutschland derzeit kein Anbieter marktbeherrschend ist. Nach dem Bericht liegt der kumulierte Marktanteil der vier absatzstärksten Anbieter auf dem bundesweiten Markt für die Belieferung von leistungsgemessenen Stromkunden (RLM-Kunden) rund 24,5 Prozent (Vorjahr: 24,4 Prozent) und auf dem bundesweiten Markt für die Belieferung von nicht-leistungsgemessenen Stromkunden (SLP-Kunden) im Rahmen von Sonderverträgen 34,1 Prozent (Vorjahr: 31,3 Prozent).
Lieferantenwechselquoten sind laut Bericht bereits seit dem Jahr 2009 weitgehend konstant. Bei Kunden mit über 10 MWh Jahresverbrauch lag sie bei 11,7 Prozent (2018: 12,3 Prozent). Bei Haushaltskunden wird 34 Prozent (2018: 31 Prozent) der Energie nicht vom örtlichen Grundversorger geliefert.  Weniger Haushaltskunden wechselten ihren Stromlieferanten als im Vorjahr (4,5 Mio. versus 2018: 4,7 Mio.).
Die Anzahl der Anbieter stieg für Haushaltskunden von 2019 auf 2020 leicht an. Diese können durchschnittlich zwischen 138 verschiedenen Lieferanten wählen (2018: 132).
Auch die Marktkonzentration bei der Stromerzeugung und dem Stromerstabsatz (ohne Zahlungsanspruch nach dem EEG) ist in den letzten Jahren kontinuierlich gesunken. Der aggregierte Marktanteil der fünf absatzstärksten Unternehmen auf dem deutschen Stromerstabsatzmarkt betrug im Jahr 2019 bezogen auf das deutsche Marktgebiet 70,1 Prozent. Im Vorjahr betrug der Marktanteil noch 73,9 Prozent.

### Wettbewerb im Gasmarkt
Gas wird nicht in Deutschland gefördert, die wichtigsten Bezugländer waren laut Monitoringbericht 2020 des Bundeskartellamts Russland und Norwegen. Importiert wurden im Jahr 2019 1.703 TWh. Der Bericht konstatiert eine hohe Marktkonzentration beim Betrieb von Untertageerdgasspeichern.
Auch im Gasendkundenmarkt wird seitens des Bundeskartellamtes jedoch keine marktbeherrschende Stellung eines Gaslieferanten vermutet. Bei Standardlastprofilkunden setzten die vier absatzstärksten Unternehmen im Jahr 2019 ca. 85,7 TWh, im Bereich der leistungsgemessenen Kunden rund 145 TWh ab. Der aggregierte Marktanteil der vier absatzstärksten Unternehmen betrug 2019  bei Standardlastprofilkunden 24 Prozent (Vorjahr: rund 23 Prozent) und bei leistungsgemessenen Kunden rund 29 Prozent  (im Vorjahr: 31 Prozent).
Lieferantenwechsel sind seltener als im Strommarkt. Für Haushaltskunden betrug die Lieferantenwechselquote im Jahr 2019 9 %.
34 % der Haushaltskunden Gas wurden im Jahr 2020 nicht durch den örtlichen Grundversorger beliefert, nur 17 % befanden sich in der Grundversorgung, während 49 % durch den Grundversorgers im Rahmen eines Vertrags außerhalb der Grundversorgung beliefert werden.
Die Anbietervielfalt ist auch auf dem Gasmarkt hoch. Haushaltskunden können durchschnittlich aus mittlerweile über hundert verschiedenen Lieferanten wählen.

## Übersicht gesetzliche Regelungen für die Strom- und Gasmärkte
Gemäß Art. 194 Abs. 1 AEUV verfolgen die EU-Mitgliedstaaten unter anderem die Staatsziele der Sicherstellung des Funktionierens der Energiemärkte, die Gewährleistung der Energieversorgungssicherheit in der Europäischen Union und die Förderung der Interkonnektion der Energienetze.
Die Essential-Facilities-Doktrin ist in Art. 102 AEUV verankert.

### Deutschland
- Energiewirtschaftsgesetz (EnWG)
- Stromnetzzugangsverordnung
- Stromnetzentgeltverordnung
- Gasnetzzugangsverordnung
- Gasnetzentgeltverordnung
- Konzessionsabgabenverordnung (KAV)
- Bundestarifordnung Elektrizität
- Stromsteuergesetz
- Energiesteuergesetz, gilt auch für Erdgas
- Erneuerbare-Energien-Gesetz (EEG)
- Kraft-Wärme-Kopplungsgesetz (KWKG)
- Allgemeine Anschlussbedingungen
  - Niederspannungsanschlussverordnung (NAV)
  - Niederdruckanschlussverordnung (NDAV)
- Allgemeine Versorgungsbedingungen
  - Stromgrundversorgungsverordnung (StromGVV)
  - Gasgrundversorgungsverordnung (GasGVV)

### Schweiz
- Energiegesetz (Schweiz) (EnG)
- Stromversorgungsgesetz (Schweiz)

### Europäische Union
- Verordnung über die Integrität und Transparenz des Energiegroßhandelsmarkts (REMIT)

## Marktdaten

### Stromhandel in Europa
| Land           | Import | Export | Handelssaldo |
| -------------- | ------ | ------ | ------------ |
| Belgien        | 21,650 | 4,313  | -17,338      |
| Bulgarien      | 2,220  | 10,029 | 7,809        |
| Dänemark       | 15,606 | 10,413 | -5,193       |
| Deutschland    | 31,542 | 82,673 | 51,131       |
| Frankreich     | 13,466 | 76,020 | 62,554       |
| Griechenland   | 8,552  | 2,265  | −6,288       |
| Großbritannien | 22,662 | 2,189  | −20,473      |
| Italien        | 47,169 | 3,268  | −43,902      |
| Kroatien       | 12,692 | 6,533  | −6,160       |
| Luxemburg      | 7,514  | 1,349  | −6,166       |
| Niederlande    | 26,818 | 18,596 | −8,223       |
| Norwegen       | 8,085  | 17,954 | 9,869        |
| Österreich     | 29,393 | 19,057 | −10,336      |
| Polen          | 13,839 | 8,121  | -5,718       |
| Portugal       | 5,669  | 8,324  | 2,655        |
| Rumänien       | 2,829  | 5,370  | 2,541        |
| Schweden       | 14,234 | 31,561 | 17,328       |
| Schweiz        | 30,420 | 31,693 | 1,274        |
| Serbien        | 7,300  | 6,703  | −0,597       |
| Slowakei       | 12,544 | 8,747  | −3,797       |
| Slowenien      | 8,928  | 9,320  | 0,392        |
| Spanien        | 24,014 | 12,910 | -11,104      |
| Tschechien     | 11,562 | 25,453 | 13,891       |
| Ungarn         | 18,613 | 4,265  | −14,348      |

Der Handel mit Strom hat in Europa eine lange Tradition; er entwickelte sich Hand in Hand mit dem Fortschritt in der Nutzung elektrischer Energie. Als die Märkte noch monopolistisch waren, diente der Handel mit Elektrizität zwischen den rund 50 bis 60 Versorgern primär der sicheren Selbstversorgung in ihren Gebieten. Die vorwiegend lokale und nationale Ausrichtung zeigt sich noch heute: das europäische Stromnetz wirkt wie ein einziger Organismus, besteht aber in Wirklichkeit aus acht verschiedenen Regionen, deren physische Engpässe an den Grenzen ein einheitliches Stromnetz («europäische Kupferplatte») und eine länderübergreifende Liberalisierung des Strommarkts behindern.
Strom wird sowohl an Börsen, z. B. der European Energy Exchange (EEX), als auch bilateral gehandelt (OTC-Handel). Dabei lässt sich unterscheiden zwischen kurzfristigem Handel (Intra-day, Day-ahead, After-day) und langfristigem Handel (Futures, Forwards). Der kurzfristige Handel ist vor allem durch die Tatsache geprägt, dass es sich bei Strom um kein lagerfähiges „Gut“ handelt, sondern Produktion und Verbrauch zur gleichen Zeit stattfinden müssen.
Im Jahr 2008 betrug die Stromproduktion innerhalb des UCTE-Netzes 2642 TWh, von denen innerhalb dieses Netzes 285 TWh grenzüberschreitend gehandelt wurden. Mit externen Netzen wurden zusätzliche 50 TWh ausgetauscht.

### Entwicklung der deutschen Stromhandelsbilanz
| Jahr | Stromimport | Stromexport | Stromhandelssaldo |
| ---- | ----------- | ----------- | ----------------- |
| 1990 | 31,9        | 31,1        | -0,8              |
| 1995 | 39,7        | 35,0        | -4,7              |
| 2000 | 45,0        | 41,1        | -3,1              |
| 2001 | 43,5        | 44,8        | 1,3               |
| 2002 | 46,1        | 45,6        | -0,6              |
| 2003 | 45,8        | 53,8        | 8,1               |
| 2004 | 44,2        | 51,5        | 7,3               |
| 2005 | 53,4        | 61,9        | 8,5               |
| 2006 | 46,1        | 65,9        | 19,8              |
| 2007 | 44,3        | 63,4        | 19,1              |
| 2008 | 40,2        | 62,7        | 22,4              |
| 2009 | 40,6        | 54,9        | 14,3              |
| 2010 | 42,2        | 59,9        | 17,7              |
| 2011 | 49,7        | 56,0        | 6,3               |
| 2012 | 44,2        | 67,3        | 23,1              |
| 2013 | 39,2        | 71,4        | 32,2              |
| 2014 | 40,6        | 74,4        | 33,9              |
| 2015 | 36,9        | 85,3        | 48,3              |
| 2016 | 28,3        | 78,9        | 50,6              |
| 2017 | 27,8        | 80,3        | 52,5              |
| 2018 | 31,7        | 80,6        | 48,9              |
| 2019 | 40,0        | 72,8        | 32,8              |
| 2020 | 48,1        | 66,9        | 18,9              |
| 2021 | 51,7        | 70,3        | 18,6              |

Während in den neunziger Jahren die deutsche Stromhandelsbilanz relativ ausgeglichen war, nahm seit 2003 die von Deutschland exportierte Strommenge zu, während die importierte Strommenge etwa gleich blieb. Die Jahre ab 2008 waren durch die Finanzkrise geprägt, 2011 kam die Abschaltung einiger Kernkraftwerke hinzu, erst ab 2012 stabilisierten sich die Umstände, mit inzwischen deutlich spürbaren Beitrag erneuerbarer Energien, deren Ausbau verlangsamt fortgesetzt wurde. Die deutsche Stromhandelsbilanz weist seitdem einen beträchtlichen Exportüberschuss auf, trotz Atomausstieg bis Ende 2022.
Im Jahr 2013 erreichte der Bruttostromimport den tiefsten Stand seit 1998, während sowohl Bruttostromexport als auch Nettostromexport im Jahr 2014 Rekordwerte aufwiesen.
2015 stieg der Nettostromexport noch einmal deutlich auf rund 50 TWh an. Ursächlich hierfür sind große Überkapazitäten im konventionellen Kraftwerkssektor, v. a. bei Kohlekraftwerken, die für Exporte zur Verfügung stehen. Die Kohlestromproduktion blieb trotz der um ca. 30 TWh deutlich gestiegenen Produktion aus erneuerbaren Energien gegenüber dem Vorjahr praktisch unverändert. Während 8074 der 8760 Stunden des Jahres (92 % der Zeit) wurde mehr Strom in Nachbarstaaten exportiert als importiert. Die Leistung dieser Exporte lag im Jahresschnitt bei 5,7 GW und entspricht damit etwa der Nennleistung von 4 Kernkraftwerksblöcken.
Im Jahr 2014 exportierte Deutschland nach Angaben von destatis per saldo den Rekordwert von 34,1 TWh elektrische Energie.
Im Jahr 2012 wurden mit der Stromausfuhr 3,7 Mrd. Euro eingenommen, für die Einfuhr mussten 2,3 Mrd. Euro aufgewendet werden, so dass Deutschland einen Exportüberschuss von 1,4 Mrd. Euro erzielen konnte. Damit betrug der Wert der ausgeführten elektrischen Energie 5,56 ct/kWh, während der Wert der importierten elektrischen Energie mit 5,25 ct/kWh etwas niedriger lag. Der Grund hierfür ist, dass Frankreich während Zeiten niedrigen Strombedarfs viel elektrische Energie zu dann niedrigen Preisen exportiert, da die zahlreichen Kernkraftwerke nicht beliebig gedrosselt werden können. Deutschland exportiert dagegen v. a. zu Zeiten höheren Strombedarfs, also während Mittel- und Spitzenlast, wenn die Strompreise für gewöhnlich höher liegen.
Im Jahr 2013 wurde mit ca. 32,3 TWh netto ein Rekordstromexport erzielt. Ursächlich war v. a. die weiterhin starke Produktion konventioneller Kraftwerke, insbesondere von Kohlekraftwerken, obwohl erneuerbare Energien inzwischen angewachsen waren. Insgesamt wurde elektrische Energie im Wert von 3,76 Milliarden Euro exportiert, das Saldo nach Abzug der Kosten für importierten Strom betrug 1,95 Milliarden Euro. Der Preis für exportierten Strom lag mit durchschnittlich 5,2 ct/kWh wie auch in den Vorjahren oberhalb des Preises von importierten Strom (4,9 ct/kWh). Gleiches gilt, wenn auch auf niedrigerem Niveau, wieder für das Jahr 2014.
Import- und Exportmengen Deutschland
Die direkten Interkonnektoren zu Belgien und Norwegen gingen erst Ende 2020, Anfang 2021 in Betrieb.
| Land        | Import | Export | Handelssaldo |
| ----------- | ------ | ------ | ------------ |
| Dänemark    | 6.362  | 3.304  | -3.058       |
| Frankreich  | 12.965 | 2.762  | −10.202      |
| Luxemburg   | 1.011  | 5.153  | +4.141       |
| Niederlande | 8.677  | 8.748  | +71          |
| Norwegen    | 194    | 49     | -145         |
| Österreich  | 5.220  | 15.252 | +10.031      |
| Polen       | 12     | 11.235 | +11.223      |
| Schweden    | 2.511  | 414    | -2.097       |
| Schweiz     | 7.359  | 12.309 | +4.950       |
| Tschechien  | 3.172  | 9.078  | +5.906       |
| Gesamt      | 47.585 | 68.557 | +20.972      |

### Fachbücher
- Peter Becker: Aufstieg und Krise der deutschen Stromkonzerne: zugleich ein Beitrag zur Entwicklung des Energierechts. 2., überarbeitete Auflage. Ponte Press, Bochum 2011, ISBN 978-3-920328-57-7.
- Marcel Linnemann: Energiewirtschaft für (Quer-)Einsteiger: Einmaleins der Stromwirtschaft. Springer Fachmedien Wiesbaden, Wiesbaden 2021, ISBN 978-3-658-33143-6, doi:10.1007/978-3-658-33144-3.
- PriceWaterhouseCoopers (Hrsg.): Entflechtung und Regulierung in der deutschen Energiewirtschaft: Praxishandbuch zum Energiewirtschaftsgesetz (= Haufe Fachpraxis). 2.  Auflage. Haufe, Freiburg Berlin München 2008, ISBN 978-3-448-08524-2.
- Hans-Wilhelm Schiffer: Energiemarkt Deutschland: Daten und Fakten zu konventionellen und erneuerbaren Energien. Springer Fachmedien Wiesbaden, Wiesbaden 2019, ISBN 978-3-658-23023-4, doi:10.1007/978-3-658-23024-1.
- Adolf J. Schwab: Elektroenergiesysteme: Smarte Stromversorgung im Zeitalter der Energiewende. Springer Berlin Heidelberg, Berlin, Heidelberg 2022, ISBN 978-3-662-64773-8, doi:10.1007/978-3-662-64774-5.
- Christian Theobald, Christiane Nill-Theobald: Grundzüge des Energiewirtschaftsrechts: die Liberalisierung der Strom- und Gaswirtschaft (= Energierecht). 3. Auflage. Beck, München 2013, ISBN 978-3-406-65123-6.
- Peter Zweifel, Aaron Praktiknjo, Georg Erdmann: Energy Economics (= Springer Texts in Business and Economics). Springer Berlin Heidelberg, Berlin, Heidelberg 2017, ISBN 978-3-662-53020-7, doi:10.1007/978-3-662-53022-1 (englisch).
- Manfred Hafner, Giacomo Luciani (Hrsg.): The Palgrave Handbook of International Energy Economics. Springer International Publishing, Cham 2022, ISBN 978-3-03086883-3, doi:10.1007/978-3-030-86884-0 (englisch, Open Access).

### Artikel und andere Quellen
- Annika Krisp: Der deutsche Strommarkt in Europa. Zwischen Wettbewerb und Klimaschutz. Dissertation, Universität Gießen, 2007. (Volltext)
- Anton Bucher, Niklaus Mäder: Der lange Weg zum Markt – Von den ersten Überlegungen bis zur Revision des Stromversorgungsgesetzes, Bulletin SEV/VSE, 9/2010, S. 35 ff. PDF
- Sönke Gäthke: Sturm über den Strommärkten – Energiesicherheit und das Strompreissystem der Zukunft, Deutschlandfunk – „Hintergrund“ vom 21. Dezember 2012